# Goodwill Games

Logo der Goodwill Games

Die Goodwill Games waren ein internationaler sportlicher Wettbewerb, ins Leben gerufen von Ted Turner als Reaktion auf die Probleme rund um die Olympischen Spiele in den 1980er-Jahren, als die westlichen Länder auf die Invasion der Sowjetunion in Afghanistan mit einem Boykott der Olympischen Sommerspiele 1980 in Moskau reagierten und die UdSSR ihrerseits die Spiele 1984 in Los Angeles boykottierte.
Die ersten Goodwill Games wurden 1986 in Moskau in 182 Sportarten mit über 3000 Athleten ausgetragen. Bei diesen Spielen gab es durch Serhij Bubka und Jackie Joyner-Kersee Weltrekorde im Stabhochsprung und im Siebenkampf. Weltrekorde gab es auch 1990 in Seattle im 200-Meter-Brustschwimmen durch Michael Barrowman und im 10-km-Gehen.
Die Spiele 1994 wurden in Sankt Petersburg ausgetragen, als die Sowjetunion durch Russland als Veranstalter abgelöst wurde. Es gab fünf Weltrekorde im Gewichtheben, und die Spiele waren der erste große Wettbewerb, bei dem Beachvolleyball als Sportart ausgetragen wurde.
Ted Turners letzte Spiele wurden 1998 in New York City ausgetragen mit dem historischen Gewinn von Jackie Joyner-Kersee im Siebenkampf, als sie ihren vierten Titel gewann. Außerdem lief die US-amerikanische 4-mal-400-Meter-Staffel Weltrekord. Die Spiele wurden später von Turner an Time Warner verkauft, die die Goodwill Games 2001 in Brisbane organisierten, ehe sie dann das Ende der Goodwill Games verkündeten.
Im sportbegeisterten Australien waren die Spiele ein Jahr nach den Olympischen Spielen in Sydney durchaus zu vermarkten, zumal der starke Regionalismus in Queensland und Brisbane eigene Spiele begünstigte. In der Symbolik und der Heraushebung der Besonderheiten dieser Spiele konnte man zudem an die Traditionen Olympischer Spiele anknüpfen.

## Sommer Goodwill Games
- 1986 – Moskau
- 1990 – Seattle
- 1994 – Sankt Petersburg
- 1998 – Hempstead (New York)
- 2001 – Brisbane
- 2005 – Phoenix (Arizona) (abgesagt)

## Winter Goodwill Games
- 2000 – Lake Placid
- 2005 – Calgary (abgesagt)